# غسل مطهر
الغسل المطهر يشير إلى غسل الأعضاء المجوفة كالمعدة و الجزء السفلي من الجهاز الهضمي بالحقن المستمر للماء الدافئ المخلوط مع محلول معقم أو مضاد فطري. يستعمل الغسل المطهر كثيرا لعلاج تواج الناتج من أضراس العقل.
هناك أشكال أخرى من عمليات الغسل مثل وغسل المعدة وغسيل الصفاق وغسل القصبات والأسناخ وغسيل الأقنية وغسل الأذن بالإضافة إلى الغسيل النابض والذي هو عبارة عن غسيل يتم بالاستعمال محلول ملحي.